# Daniel Pancu
Daniel Gabriel Pancu, né le 17 août 1977 à Iași en Roumanie, est un ancien footballeur roumain, reconverti entraîneur. Il est l'actuel sélectionneur de la Roumanie espoirs.

## Biographie

### Carrière en tant que joueur
Né à Iași en Roumanie, Daniel Pancu commence sa carrière au Politehnica Iași. Il fait ses débuts en première division roumaine en 1995. Lors de l'hiver 1996, il est transféré au Rapid Bucarest pour 200 000 $. Il est alors le joueur le plus cher de l'histoire du Politehnica Iași.
Après deux ans et demi, il est transféré à l'AC Cesena, en Serie B, contre une somme d'1 200 000 $. Un an plus tard, Cesena fut reléguée en Serie C et Pancu retourna au Rapid Bucarest pour 800,000 $, où il resta deux saisons. Pendant ce laps de temps, il gagne le surnom de "Ronaldo de Giulești". Il gagne alors son premier match avec l'équipe nationale roumaine et est même devenu capitaine pour quelques matches.
En 2002, il est transféré à Beşiktaş, sur demande de l'entraîneur, Mircea Lucescu, pour 2 250 000 $. Lors du mercato d'hiver de la saison 2005/2006, il revient au Rapid Bucarest, sous forme de prêt avec la possibilité de faire un transfert définitif en été. Il fut néanmoins transféré à Bursaspor, mais il fit par la suite son retour au Rapid Bucarest au printemps 2008 et marqua dès son premier match. En juillet 2008, il est transféré au Terek Grozny et quitte le club à la fin de la saison, le 30 novembre 2009.
Le 12 janvier 2010, Pancu signe un contrat d'un an et demi avec le CSKA Sofia. Il marque un but dès son premier match officiel avec le club bulgare lors de la rencontre face au Lokomotiv Plovdiv (3-2). Il signe au FC Vaslui en juin 2010.

### Carrière en tant qu'entraîneur
En août 2020, Daniel Pancu devient l'entraîneur principal du Politehnica Iași.
Le 25 juillet 2023, Daniel Pancu est nommé sélectionneur de l'équipe de Roumanie espoirs. Il succède ainsi à Emil Săndoi, qui a été limogé après de mauvais résultats.

## Palmarès

### En équipe nationale
- 27 sélections et 9 buts avec l'équipe de Roumanie entre 2001 et 2005.

### Rapid Bucarest
- Champion de Roumanie en 1999
- Vainqueur de la Coupe de Roumanie en 1998, 2002 et 2006
- Vainqueur de la Supercoupe de Roumanie en 1999 et 2002

### Beşiktaş
- Champion de Turquie en 2003